# Gerard Damiano
Gerard Damiano, rodným jménem Gerardo Rocco Damiano, (4. srpna 1928 Bronx, New York – 25. října 2008 Fort Myers, Florida) byl americký režisér pornografických filmů, který byl producentem, autorem a režisérem průkopnického filmu Hluboké hrdlo z roku 1972.

## Biografie
Narodil se 4. srpna 1928 do italoamerické katolické rodiny v Bronxu v New Yorku. Když mu bylo šest let, zemřel mu otec a matka se již nikdy nevdala. V den svých sedmnáctých narozenin se na čtyři roky upsal americkému námořnictvu. Před tím pracoval jako leštič bot na Times Square či jako číšník v automatu na Manhattanu. Díky zákonu G.I. Bill po službě u námořnictva studoval a stal se rentgenovým technikem v nemocnici Jamaica Hospital v newyorském Queensu. Poté si spolu s kamarádem otevřel v téže čtvrti kadeřnický salón. V salónu často vyslechl sexuálně laděné příběhy a napadlo jej, že by pornografické filmy, natočené tak, aby zaujaly páry, mohly být komerčně úspěšné. O tvorbu filmů se začal více zajímat, když jej jeho účetní seznámil s producentem, který v té době pracoval na nízkorozpočtovém hororovém filmu. Koncem 60. let se již věnoval filmování.
Jeho nejúspěšnějším snímkem byl film Hluboké hrdlo (Deep Throat) z roku 1972, v němž ztvárnili hlavní role Linda Lovelace a Harry Reems. Svým provedením byl snímek revoluční, nastavil nový standard filmů pro dospělé a způsobil změnu v pornoprůmyslu. Do popředí jeho tvorby dále patří například The Devil in Miss Jones (1973), Memories Within Miss Aggie (1974) a The Story of Joanna (1975). Ve svých filmech se často objevoval ve vedlejších rolích pod jmény Albert Gork, Al Gork, Jerry Gerard či D. Furred. Během své kariéry režíroval více než 50 pornografických filmů.
Byl celkem třikrát ženat, se svou druhou manželkou Barbarou Waltonovou měl dvě děti, dceru Christar a syna Gerarda, Jr.
Zemřel 25. října 2008 ve Fort Myers na Floridě ve věku 80 let, v důsledku komplikací po cévní mozkové příhodě, kterou utrpěl v září téhož roku.

## Vybraná filmografie
- We All Go Down (1969)
- The Marriage Manual (1970)
- Changes (1970; alternativní název: Sex U.S.A.)
- Hluboké hrdlo (1972; režíroval pod jménem Jerry Gerard)
- Meatball (1972; jako D. Furred)
- The Devil in Miss Jones (1973)
- Memories Within Miss Aggie (1974)
- The Story of Joanna (1975)
- Let My Puppets Come (1976)
- Odyssey, the Ultimate Trip (1977)
- People (1979)
- For Richer, for Poorer (1979)
- Never So Deep (1981)
- The Satisfiers of Alpha Blue (1981)
- Consenting Adults (1982)
- Return to Alpha Blue (1983)
- Throat 12 Years After (1984)
- Cravings (1985)
- Flesh and Fantasy (1985)
- Splendor in the Ass (1989; alternativní název: Sex Express)
- Young Girls in Tight Jeans (1989)
- Manbait (1990)
- Naked Goddess (1990)
- Just for the Hell of It (1991)

## Ocenění
- 2008: XBIZ Award – Lifetime Achievement in Movie Production[5]